# اس‌تی‌اس-۵۱-آی
اس‌تی‌اس-۵۱-آی (انگلیسی: STS-51-I) یکی از ماموریت‌های برنامه شاتل‌های فضایی بود که در تاریخ ۲۷ اوت ۱۹۸۵ از پایگاه فضایی کندی به فضا پرتاب شد. این مأموریت توسط شاتل دیسکاوری و برای مدت حدود ۷ روز انجام گرفت. این مأموریت ششمین مأموریت صورت گرفته توسط شاتل دیسکاوری بود و طی آن سه ماهواره مخابراتی در مدار زمین قرار گرفت.

## نگارخانه

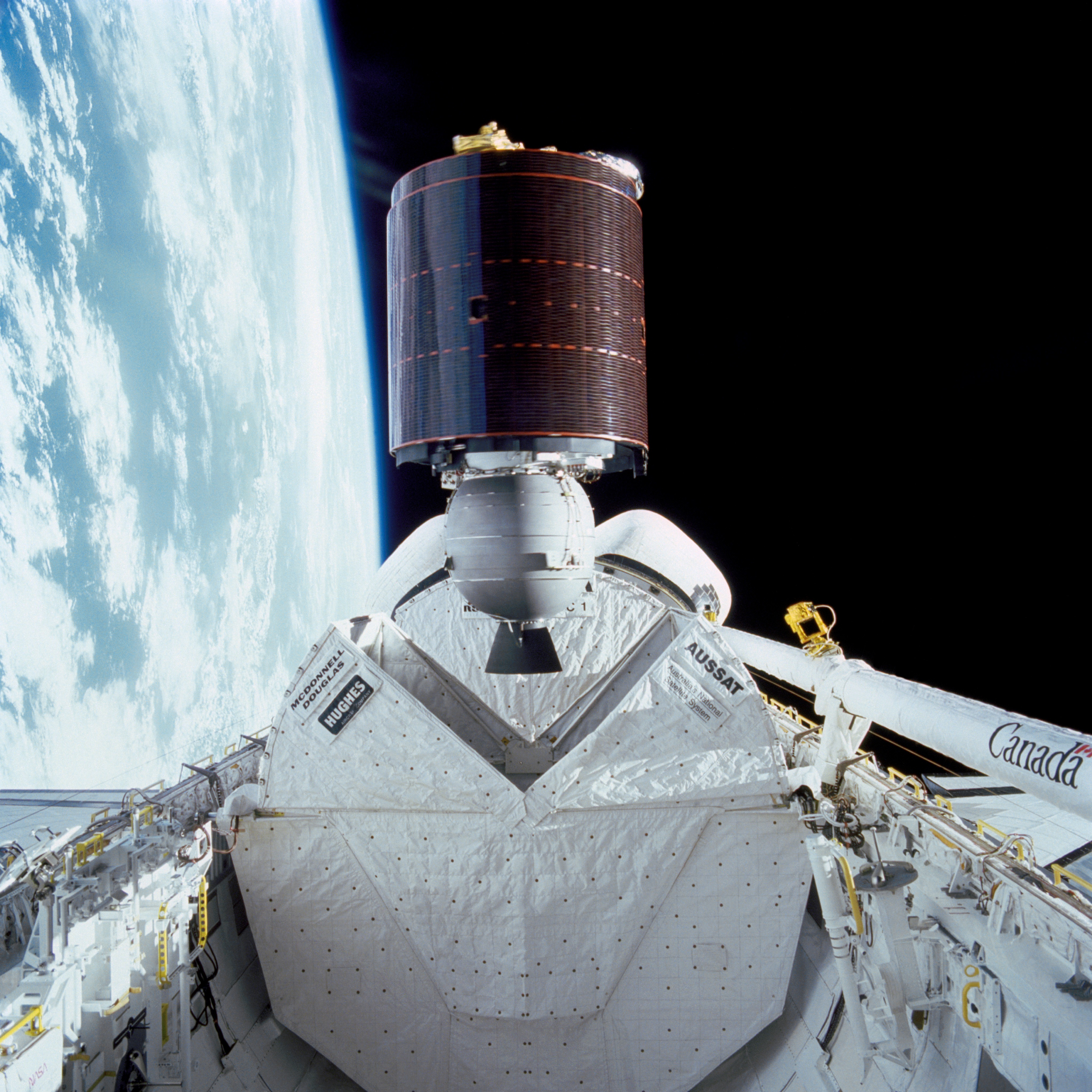
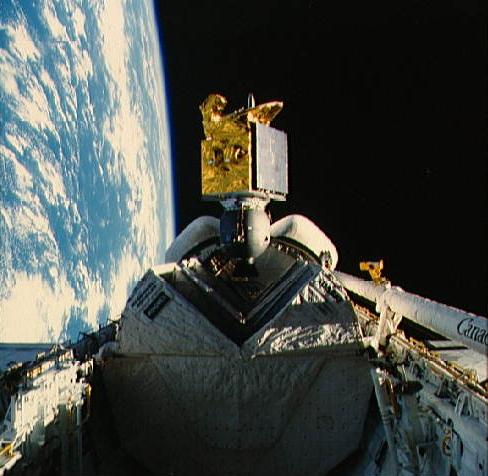
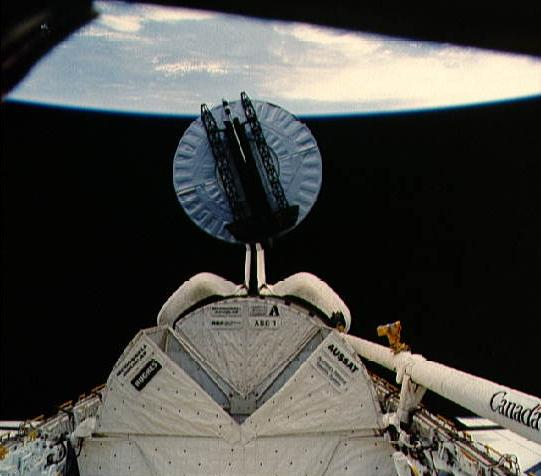